# João XIV de Constantinopla
João XIV de Constantinopla, dito Calecas ou Kalekas (em grego: Ίωάννης ΙΔ' Καλέκας; Apros, c. 1282 — 1347), foi o patriarca grego ortodoxo de Constantinopla entre 1334 e 1347. Ele era um oponente do hesicasmo e de Gregório Palamas. Também teve papel ativo na guerra civil bizantina de 1341–1347 como membro da regência de João V Paleólogo contra João VI Cantacuzeno.

## Vida pessoal
João Calecas nasceu por volta de 1282 em Apros, na Trácia. Após uma infância em circunstâncias modestas, João se casou e teve um filho e uma filha. João foi ordenado um padre e caiu sob o patrocínio de João Cantacuzeno, o principal ministro do imperador Andrônico III Paleólogo e posteriormente grande doméstico, que o introduziu à corte imperial. Em 1334, contra os desejos de um sínodo patriarcal, Cantacuzeno levou João Calecas a ser eleito, primeiro como metropolita de Tessalônica e, depois, como patriarca em Constantinopla, onde ele sucedeu a Isaías I.

### Controvérsia hesicasta
Por volta de 1337, já durante o seu patriarcado, um monge calabrês chamado Barlaão, que era então abade do Mosteiro de São Salvador em Chora aprendeu a prática do hesicasmo durante uma visita a Monte Atos. Barlaão, treinado na teologia escolástica ocidental, ficou escandalizado e começou uma campanha contra a prática e o seu principal defensor, Gregório Palamas. A contenda cresceu até que, em 1341, o imperador Andrônico III, um defensor de Palamas, convocou o Quinto Concílio de Constantinopla, no qual o patriarca João, mesmo tendo apoiado Barlaão, não conseguiu evitar a sua condenação. O condenado monge então deixou Constantinopla e nunca mais voltou e sua causa seria retomada por Gregório Acindino. Em 1344, num outro sínodo convocado por João Cantacuzeno e sem a presença de João Calecas, Acindino também foi condenado.
Em 1345, tendo finalmente se comprometido com a causa de Barlaão, João Calecas convocou um sínodo que excomungou Gregório Palamas da Igreja Ortodoxa e o mandou prender. Gregório permaneceu aprisionado por três anos, até a morte de Calecas em 1347. Durante este mesmo sínodo, João também excomungou o bispo-eleito de Monemvasia, o futuro patriarca Isidoro I, por seu apoio ao palamismo.

### Guerra civil bizantina
Em junho de 1341, após a morte do imperador Andrônico III Paleólogo, duas facções emergiram na corte imperial para contestar a sucessão ao trono. Elas se dividiam sobre a regência do coimperador — e menor de idade — João V Paleólogo. Apoiado pelas intrigas de Aleixo Apocauco, os dois lados se engajaram na guerra civil bizantina, que duraria até 1347. Após algumas manobras, uma facção se reuniu à volta de João Cantacuzeno, que apoiava Palamas e incluía os magnatas provinciais da Macedônia e da Trácia. A outra, que tomou o poder de fato, era liderada por Apocauco e por João XIV Calecas e se reuniu em torno da viúva de Andrônico, Ana de Saboia numa nova regência para o jovem João V. Ana tornou Calecas um regente e nomeou Aleixo como eparca (um prefeito urbano).
Inicialmente, a regência manteve o controle, mas, já em 1345, Cantacuzeno, com a ajuda de Orcano I, do Emirado Otomano, e do assassinato de Aleixo Apocauco, conseguiu dar um golpe mortal na regência. Em 1346, ele foi coroado coimperador em Adrianópolis e entrou em Constantinopla em fevereiro de 1347. A guerra civil terminou com um acordo de que João Cantacuzeno seria o imperador sênior e o regente para João V Paleólogo até que ele tivesse idade suficiente para reinar por conta própria.

### Sínodo de 1347
Um sínodo foi realizado em fevereiro de 1347 que derrubou João XIV e o exilou para Demótica. Gregório Acindino foi novamente excomungado. Isidoro Buchiras, que tinha sido excomungado em 1344, foi elevado ao trono patriarcal. Dias depois do final deste concílio, João VI Cantacuzeno entrou vitoriosamente em Constantinopla e forçou seus oponentes a coroá-lo coimperador. Um de seus primeiros atos foi confirmar a deposição de João XIV e aprovar o tomo sinodal que acabara de ser emitido contra ele.

## Anos finais
A disputa sobre o hesicasmo continuaria num sínodo convocado pelos defensores de Barlaão, que se recusavam a aceitar o patriarca Isidoro I. Um acordo final viria num sexto sínodo, em 1351, durante o patriarcado de Calisto I.
No final de 1347, o deposto João Calecas foi retirado de seu exílio para Constantinopla, onde morreu no final do ano.